# Боровков, Александр Константинович

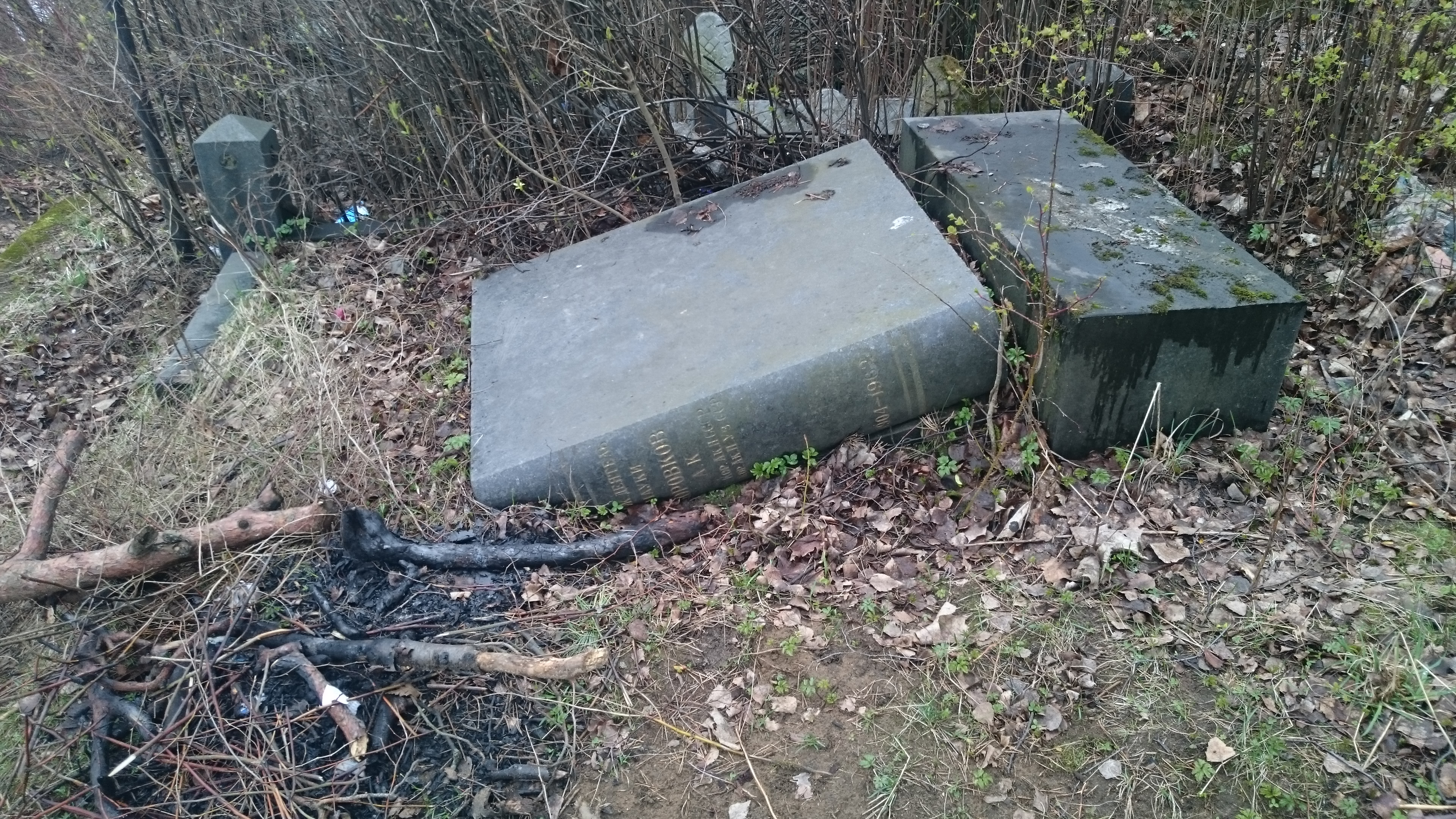
Состояние могилы на текущий момент

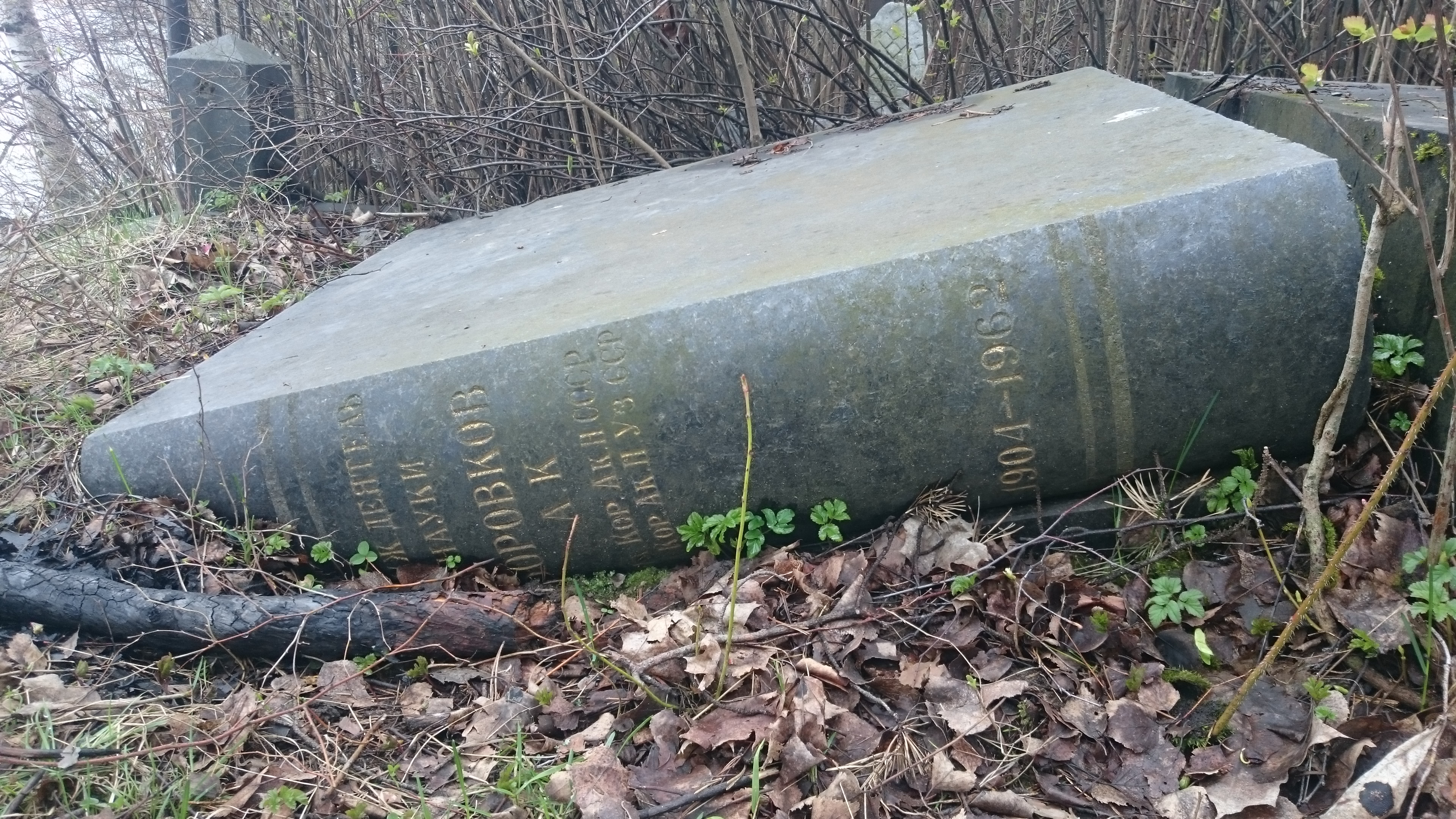
Надгробие выполнено в виде фолианта

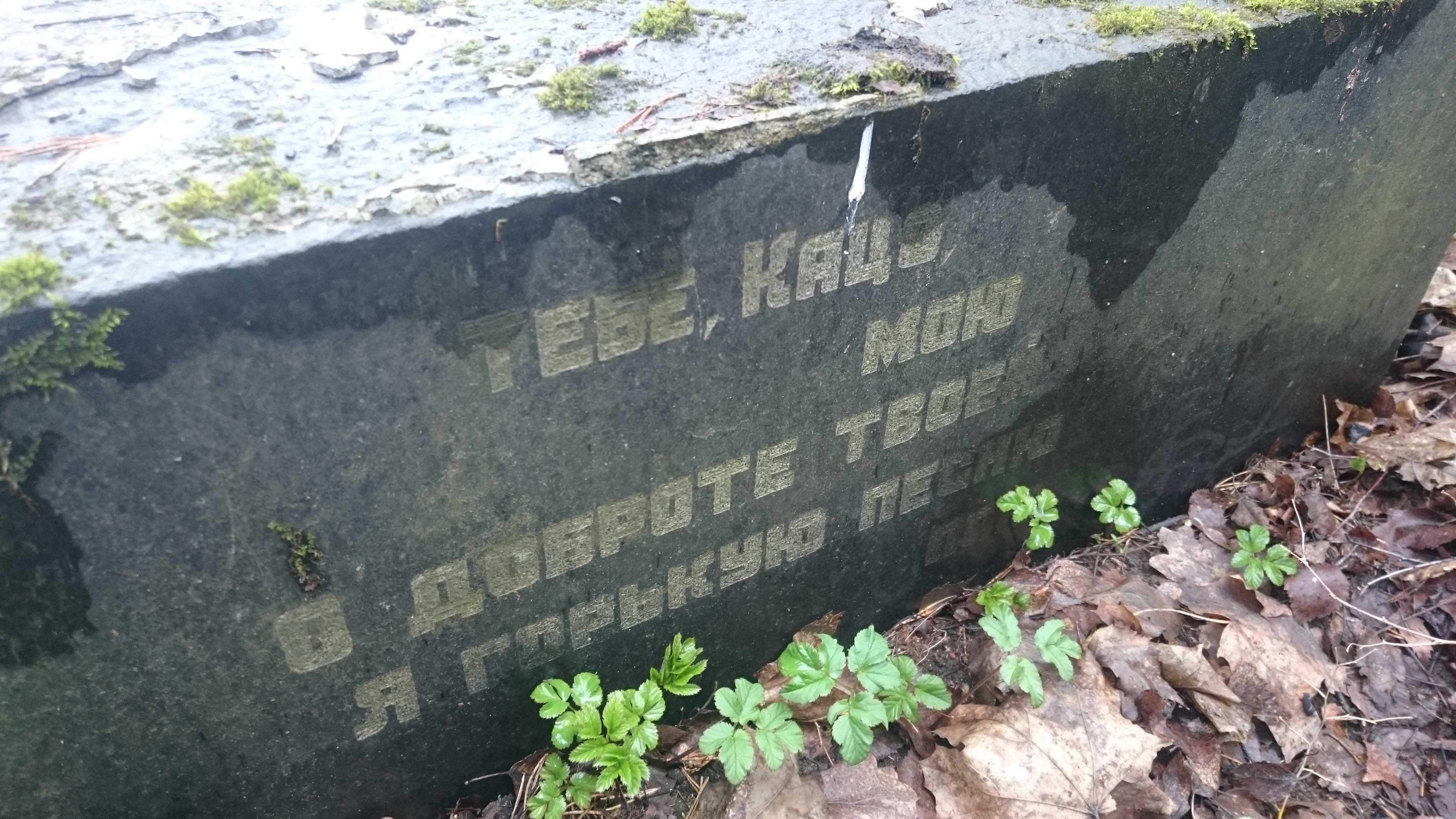
Надпись на надгробии

Алекса́ндр Константи́нович Боровко́в (1904—1962) — советский лингвист-тюрколог, узбековед, член-корреспондент АН Узбекской ССР (1943), заслуженный деятель науки Узбекской ССР, член-корреспондент АН СССР (1958), доктор филологических наук, профессор.

## Биография
Александр Константинович Боровков родился 3 марта (16 марта) 1904 года в Ташкенте в семье рабочего.
- В 1922—1928 годы обучался на Восточном факультете Средне-Азиатского Государственного Университета. Во время обучения работал научным сотрудником Среднеазиатского Музея.
- В 1929—1932 годы учился в аспирантуре Института языка и мышления АН СССР, во время которой научным руководителем был академик Н. Я. Марр
- В 1935 году удостоен звания кандидата языкознания без защиты диссертации. В этом же году он становится доцентом.
- В 1923—1928 годы преподавал в Средне-Азиатском Государственном университете, с 1928—1938 годов в Ленинградском Восточном институте.
- В 1926—1928 гг. научный сотрудник Среднеазиатского Музея.
- В 1927—1928 гг. научный сотрудник Средне-Азиатского Комитета по охране памятников старины и искусства.
- В 1935—1936 гг. научный сотрудник Института речевой культуры.
- С 1934 г. учёный секретарь.
- С 1938 г. старший научный сотрудник и заведующий Среднеазиатским кабинетом ИВ АН СССР[1].
- В 1939—1945 гг. заместитель директора Узбекского ФАН СССР — АН Узбекской ССР.
- В 1948—1950 гг. заместитель директора ИВ АН СССР.
- В 1943 году получил звание Заслуженный деятель науки Узбекской ССР.
- В 1953 г. становится членом-корреспондентом АН Узбекской ССР.
- С 1958 годы член-корреспондент АН СССР.
- В 1959 годы перешёл на работу в Ленинградское отделение Института языкознания АН СССР, где работал в качестве заместителя директора филиала вплоть до 1962 года.
- Награждён орденом Ленина и орденом «Знак Почёта».

Дочь Татьяна (1941—1968) — лингвист, востоковед.
Умер 15 ноября 1962 года в Ленинграде. Похоронен на Шуваловском кладбище Санкт-Петербурга.

## Научная деятельность
Основными направлениями его научной работы были исследования диалектологии и лексикографии, узбекского языка и литературы, грамматики карачаево-балкарского языка, культуры народов Средней Азии. Также большую ценность представляют его исследования в области письменных памятников чагатайского языка.
За время работы в Ташкенте он внёс большой вклад в становление и развитие современной узбекской науки. Изданием словарей «Бадā'и’ал-лугат» Тāли Имāни Гератского (1961) и «Лексика среднеазиатского тефсира XII—XIII вв.» (1963) Боровков подготовил почву для создания фундаментального староузбекского словаря.
Он много сделал для исследования узбекского языка, оставив до сих пор непревзойдённый по полноте охвата материала и уровню исполнения «Узбекско-русский словарь», выдержавший множество изданий.

## Основные труды
1. 1961 — «Бадā'и’ал-лугат. Словарь Тāли Имāни Гератского к сочинениям Алишера Навои». М.
2. 1963 — «Лексика среднеазиатского тефсира XII—XIII вв». М.
3. 1959 — «Узбекско-русский словарь». Ташкент
4. 1957 — «Грамматика узбекского языка». Ташкент
5. 1940 — «Алишер Навои как основоположник узбекского литературного языка», Л.
6. 1935 — «Уйгурско-русский словарь». М.
7. 1935 — «Учебник уйгурского языка». Л.
8. 1934 — «Проект карачаево-балкарской грамматики». Кисловодск
9. 1929 — «Узбекские песни». Л.
10. 1941 — «Краткий русско-узбекский словарь». Ташкент
11. 1941 — «Краткий узбекско-русский словарь». Ташкент
12. 1951—1955 — «Русско-узбекский словарь». Том I—IV. Ташкент
13. 1952 — «Таджикско-узбекское двуязычие». Том IV
14. 1951 — «Агглютинация и флексия в тюркских языках». Сборник памяти Л. В. Щербы. М.
15. 1936 — «О частях речи в языках тюркской системы». М.
16. 1935 — «О природе турецкого изафета». М.-Л.
17. 1934 — «Карачаево-балкарский язык». Л.